# Jak się pan Paweł żenił i jak się ożenił
Jak się pan Paweł żenił i jak się ożenił – powieść obyczajowa Józefa Ignacego Kraszewskiego z 1878 roku.
Początkowo dwie oddzielne powieści połączone następnie pod wspólnym edytorskim tytułem. Opowiadanie Jak się pan Paweł żenił ukazało się pierwotnie w Kurierze Warszawskim w 1877 (nr 209-237) i ze względu na duże zainteresowanie czytelników doczekało się kontynuacji  pt. I jak się pan Paweł ożenił, drukowanej tamże (nr 72-100) w 1878. W pierwszym wydaniu książkowym Gebethnera i Wolffa (1878) obydwa utwory zintegrowano. W XX wieku jednak nie cieszyły się już popularnością, o czym świadczą jedynie dwa powojenne wydania: w 1957 (Ludowa Spółdzielnia Wydawnicza, Warszawa) i 1988 wraz z innym utworem (Klin klinem) w edycji Dzieł pisarza (Wydawnictwo Literackie, Kraków).
Poczytność tym obu opowieściom zapewniała fabuła w satyrycznym ujęciu, stosowany przez autora styl humorystyczny, liczne sytuacje komiczne, a także szczęśliwe zakończenie. 

## Zarys fabuły

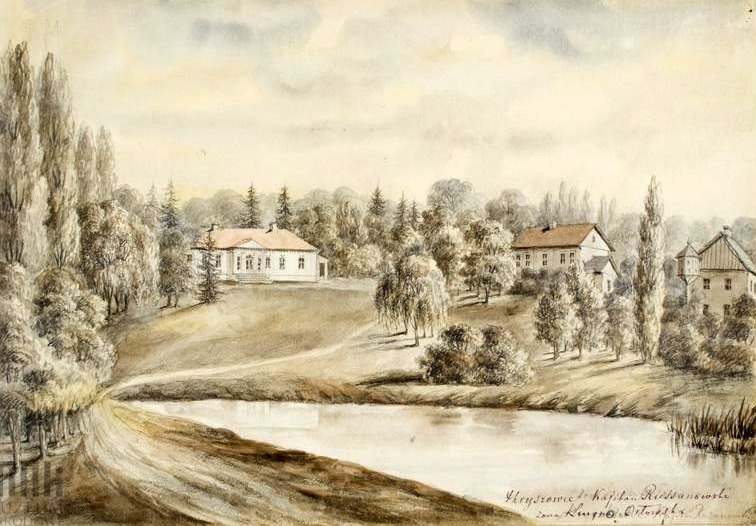
Dwór był na wzgórzu, bo na wiosnę, gdy wody wylewały, na nizinach jak jedno morze stało… Za dworem sad, w nim lipy, uliczki i kwatery…

### Jak się pan Paweł żenił
Pan Paweł Mondygierd jest zatwardziałym starym kawalerem gospodarującym w Kozłowiczach, swej dziedzicznej wsi na Pińszczyźnie. Ustalony rytm jego życia zakłóca niespodziewane zdarzenie, jakim jest śmierć zmarłej pod wiejską karczmą młodej kobiety i znalezienie przy niej niemowlęcia. Przyniesione do dworu dziecko, mimo początkowego gniewu Pawła, pozostaje w nim na dłużej i wbrew uruchomionym procedurom sądowym, nie zostaje przekazane do przytułku. Gdy po trzech latach Mondygierd bardzo uczuciowo traktuje obecność dziecka u swego boku, kolejny przypadek sprawia odnalezienie się jego prawdziwych rodziców. Zmuszony oddać chłopca, pan Paweł – którego poglądy na dzieci i rodzinę uległy tymczasem istotnej przemianie – zawiera przy tej okazji znajomość z imponującą mu panną z sąsiedztwa. Po długich rozterkach i wielu  wahaniach decyduje się z panną Adelą zawrzeć związek małżeński. Zachęcająco działa również przykład przyjaciela, rejenta Sawicza, który też będąc zdeklarowanym starym kawalerem, niespodziewanie zdecydował się na małżeństwo. Na przeszkodzie nagle stają jednak wcześniejsze zobowiązania panny Adeli względem innego adoratora; szlachetny, choć zraniony uczuciowo Mondygierd ustępuje mu miejsca i ostatecznie wycofuje się, zrażony i zdecydowany pozostać już w starokawalerstwie do śmierci.

### I jak się ożenił
Pojawienie się w pobliskiej Harasymówce wdowy po Zabielskim, przyjacielu z młodości, ponownie wzbudza w panu Pawle myśli o ewentualnym małżeństwie. Owdowiała pani Hermacja poszukuje też u niego pomocy w niełatwych sprawach majątkowych. Sąsiadka jest osobą tak atrakcyjną pod różnymi względami, że urzeczony jej cechami Mondygierd poważnie rozpoczyna zabiegi o jej rękę. Kiedy ponownie zjawia się niebezpieczny konkurent z sąsiedztwa – wesołek i lekkoduch Symonowicz, nie zyskuje on jednak uznania u wdowy. Niespodziewany obrót zdarzeń doprowadza szczęśliwie do jego kompromitacji, a dla pana Pawła jest decydującym bodźcem do oświadczyn, które zostają przyjęte. 